# Massimo Cristaldi
Pour les articles homonymes, voir Cristaldi.
Massimo Cristaldi (né le 23 mars 1956 à Rome et mort dans la même ville le 8 avril 2022) est un producteur de cinéma italien.

## Biographie
Né à Rome le 23 mars 1956, Massimo Cristaldi a commencé à travailler dans l'industrie cinématographique en 1974 dans la société de son père Franco Cristaldi, d'abord comme assistant et inspecteur de production, puis, pendant neuf ans, comme directeur de production.
Depuis 1983, il a poursuivi sa profession en tant que producteur exécutif dans de nombreuses productions cinématographiques des sociétés 2Vides et Cristaldi Pictures avec des réalisateurs comme Federico Fellini, Francesco Rosi, Gillo Pontecorvo, Sergio  et Nanni Loy, entre autres.
En 1992, après la mort de son père, il a repris la propriété et la gestion de  Cristaldi Pictures,
Massimo Cristaldi est mort à Rome le 8 avril 2022.

## Filmographie partielle
Producteur
- 1998 : Passage pour le paradis d'Antonio Baiocco.
- 2013 : Mariti in affitto d'Ilaria Borrelli
- 2013 : L'Amour caché (L'amore nascosto) d'Alessandro Capone.
- 2013 : Salvo de Fabio Grassadonia et Antonio Piazza
- 2017 : Sicilian Ghost Story de Fabio Grassadonia et Antonio Piazza.

## Récompenses (sélection)
- Deux nominations au prix 
  - David di Donatello du meilleur producteur;
  - Ruban d'argent du meilleur producteur.